# آنجلو اسکوری
آنجلو اسکوری (ایتالیایی: Angelo Scuri؛ زادهٔ ۲۴ دسامبر ۱۹۵۹) شمشیرباز اهل ایتالیا است.
وی در مسابقات کشوری و بین‌المللی در مجموع برندهٔ ۱ مدال طلا شده‌است.